# Levana
Levana est une ancienne déesse romaine impliquée dans les rituels relatifs à l'accouchement. Augustin d'Hippone dit que dea Levana est invoquée lorsque l'enfant est soulevé de terra, c'est-à-dire de la terre ou du sol. Sa fonction peut être mise en parallèle avec l'Artémis Orthia grecque, si elle est interprétée comme l'Artémis qui lève ou soulève des enfants.

## Étymologie
Levana [ɫɛˈwaː.na] vient du latin levare qui signifie "soulever".

## Rôle
On suppose parfois que Levana était invoqué lors d'une cérémonie par laquelle le père soulevait l'enfant pour le reconnaître comme le sien, mais l'existence d'une telle cérémonie est basée sur des preuves ténues et contredite par le droit romain relatif à la légitimité de la naissance. Plus probablement, Levana était la déesse qui supervisait l'élévation de l'enfant par la sage-femme immédiatement après la naissance. S'agenouiller ou s'accroupir était une position courante pour l'accouchement dans l'Antiquité,,,,, et le nouveau-né reposait probablement sur le sol avant que le cordon ombilical ne soit coupé.

## Utilisations modernes

### Littérature
- Le poème en prose de Thomas De Quincey Levana and Our Ladies of Sorrow commence par une discussion sur le rôle de Levana dans la religion romaine[12].
- Dans les Chroniques lunaires (en) de Marissa Meyer, Levana est le nom de la reine de Luna (une colonie humaine sur la lune) ainsi que le titre d'un roman préquel de la série.

### Autres
Levana est le nom d'un fabricant de produits de sécurité pour nourrissons et enfants. La marque a été créée en 2007 et se concentre sur les moyens de protection électriques.

## Sources
- Saint-Augustin : La Cité de Dieu
- Marcus Terentius Varro dit Varron : Fragment à Nonius Marcellus 848 L.